# یوسوکه ماتسوئوکا
ماتسوئوکا یوسوکه (به ژاپنی: 松岡 洋右) دیپلمات و وزیر امور خارجه امپراتوری ژاپن در بخشی از جنگ جهانی دوم بود. شهرت او بیشتر به خاطر نطق مبارزه‌طلبانهٔ او در جامعه ملل در سال ۱۹۳۳ و در هنگام کناره‌گیری ژاپن از این سازمان بود. او یکی از معماران پیمان سه‌جانبه و پیمان بی‌طرفی ژاپن و شوروی در سال‌های قبل از وقوع جنگ بود.
او به اتهام دست داشتن در جنایات ژاپن طی جنگ جهانی دوم به‌همراه دیگر مقامات بلندپایه امپراتوری ژاپن در دادگاه توکیو محاکمه شد ولی پیش از به پایان رسیدن روند دادگاه به مرگ طبیعی در زندان درگذشت.